# Nirvána
Pojem nirvána (sanskrt) nebo nibbána (pálí) označoval původně vyhasnutí ohně. Gautama Buddha použil toto slovo ve smyslu ustání nesprávných skutečností, když přirovnal pominutí "žádostivosti" (taňhá), příčiny veškeré "strasti" (duhkha), k vyhasnutí plamene. Vyhasnutím žádostivosti v jejích třech aspektech, "chamtivosti" (rága), "nesnášenlivosti" (dósa) a "zaslepenosti" (móha), pomine "strast" (duhkha) a "nevědomost" (avidždžá). Chybným ztotožňováním žádostivosti s přirozenou vnitřní touhou lze dospět k chybnému chápání pojmu jako vyhasnutí duše. Je to riziko překladu a výkladu. Ve skutečnosti Gautama Buddha učil vedle vyhasnutí žádostivosti také kultivování vrozené "touhy" (chanda). Duše, pro kterou Gautama Buddha z jistých dobrých důvodů neužíval konkrétní pojem, vyhasnutím žádostivosti dojde "probuzení" (bódhi) a jedinec se tak stane buddhou ("probuzeným"). Vyhasnutí žádostivosti je pro něj cestou do říše nestvořeného: Je nezrozené, nevzniklé, nezformované, nestvořené. Kdyby nebylo tohoto nezrozeného, nevzniklého, nezformovaného, nestvořeného, nebylo by úniku ze zrozeného, vzniklého, zformovaného, stvořeného. Protože ale je toto nezrozené, nevzniklé, nezformované, nestvořené, je tedy možný i únik ze zrozeného, vzniklého, zformovaného, stvořeného. To neznamená, že stvoření je negativní samo o sobě. Znamená to, že bychom se s ním neměli ztotožňovat, neboť je pouhým prostředkem, který je sám o sobě pomíjivý, takže únik je potřebný pro všechny jedince, kteří jsou do svého stvoření doslova propadnutí, jelikož se s ním ztotožňují. Únikem naznačená pozitivní existence je ve srovnání se světem, jak jej prožívá člověk, zcela jiná.
Jsou tři vlastnosti nestvořeného:
- Není v něm vznikání.
- Není v něm zanikání.
- Nejsou v něm proměny existujícího.

Nirvány je možné dosáhnout cílevědomou praxí, kterou Buddha formuloval jako ušlechtilou osmidílnou stezku. Gautama Buddha v nauce o anátmanu zjišťuje, že to, co člověk pociťuje jako subjektivní existenci, je produktem souhry podmíněných vznikajících faktorů, jde tedy jen o relativní skutečnost. Nevysvobozený prožívá sám sebe jako něco vlastního, individuálního čili jednotlivého, a tedy odděleného od ostatní reality, proto je ovládán žádostivostí a v důsledku toho trpí. Připadá si individuálně, jako kdyby měl svoji vlastní individuální podstatu či identitu. Kdo však za subjektivním bytím a objektivním světem individuálních entit objeví jen individuálně bezpodstatné, strastiplné a pomíjivé či závisle vznikající a zanikající dharmy, dospěje takříkajíc na konec světa. Avšak stav nirvány není místem, které by bylo možné někde v kosmu najít, podobně jako nebeské světy božských bytostí (dévů). V Buddhově době se někteří mylně domnívali, že by mohlo být možné na konec světa docestovat. Na otázku, zda by se člověk mohl dostat na konec světa chůzí, Buddha odpověděl záporně a řekl: V tomto šest stop vysokém těle s jeho vnímáním a vědomím je obsažen svět, vznik světa, konec světa a stezka, vedoucí ke konci světa. Tím, že člověk v meditačním pohroužení pozná tělo, dýchání, cítění a myšlení jako individuálně bezpodstatné jevy nebo produkty takových jevů, uskuteční vysvobození.
Pozn.: pojmy jsou uváděny v sanskrtu, není-li uvedeno jinak.